# Перцептроны (книга)
Книга «Перцептроны» (англ. Perceptrons: an introduction to computational geometry) — написана Марвином Минским и Сеймуром Папертом, издана в 1969. Выпуск с рукописными исправлениями и дополнениями был выпущен в начале 1970-х. Расширенный выпуск был далее выпущен в 1987 году, содержал главу, в которой снимались критические замечания, сделанные в 1980-х.
В данной книге математически показаны ограничения перцептронов. Было показано, что они принципиально не в состоянии выполнять многие из тех функций, которые хотели получить от перцептронов. К тому же, в то время была слабо развита теория о параллельных вычислениях, а перцептрон полностью соответствовал принципам таких вычислений. 

## Основные положения книги
По большому счёту, Минский показал преимущество последовательных вычислений перед параллельным в определённых классах задач, связанных с инвариантным представлением. Его критику можно разделить на три темы:
1. Перцептроны имеют ограничения в задачах, связанных с инвариантным представлением образов, то есть независимым от их положения на сенсорном поле и относительно других фигур. Такие задачи возникают, например, если нам требуется построить машину для чтения печатных букв или цифр так, чтобы эта машина могла распознавать их независимо от положения на странице (то есть чтобы на решение машины не оказывали влияния перенос, поворот, растяжение-сжатие символов)[1]; или если нам нужно определить из скольких частей состоит фигура[2]; или находятся ли две фигуры рядом или нет[3]. Минским было доказано, что этот тип задач невозможно полноценно решить с помощью параллельных вычислений, в том числе — перцептрона.
2. Перцептроны не имеют функционального преимущества над аналитическими методами (например, статистическими) в задачах, связанных с прогнозированием.[4] Тем не менее, в некоторых случаях они представляют более простой и производительный метод анализа данных.
3. Было показано, что некоторые задачи в принципе могут быть решены перцептроном, но могут потребовать нереально большого времени[5] или нереально большой памяти[6].

Книга Минского и Паперта существенно повлияла на пути развития науки об искусственном интеллекте, так как переместила научный интерес и субсидии правительственных организаций США на другое направление исследований — символьный подход в ИИ.

## Ссылка на книгу
- Минский, М., Пейперт, С. Персептроны = Perceptrons. — М.: Мир, 1971. — 261 с. Архивировано 6 июня 2015 года.